# Richard Baumann (Mathematiker)
Richard Baumann (* 4. Oktober 1921 in München; † 9. März 2009) war ein deutscher Mathematiker und Informatiker.
Baumann wurde als Sohn des Ingenieurs Karl Baumann und der Maria Baumann, geb. Zehetmaier, geboren. Nach dem Studium der Mathematik und Physik war er zunächst als Gymnasiallehrer tätig. Später wandte er sich Wissenschaft und Forschung zu. Schwerpunkt seiner wissenschaftlichen Arbeit war die Prozesssteuerung und deren Automatisierung.
Baumann wurde 1956 an der Technischen Hochschule München (TH München) mit der Schrift Untersuchungen über den Darboux'schen Flächenkranz von Quasi-Rückungsflächen promoviert. Nach seiner Habilitation war er als Privatdozent an der TH München tätig und übernahm 1970 als ordentlicher Professor den Lehrstuhl für Mathematik. Von 1974 bis 1976 war er Dekan der Fakultät für Mathematik.